# Fernando Oliva
Fernando Nicolás Oliva (Córdoba, provincia de Córdoba, Argentina, 26 de septiembre de 1971) es un exfutbolista argentino.

## Trayectoria
Nació en 1971 y con el correr de los años se fue transformando en un tradicional volante del fútbol cordobés. Para no perder la costumbre en dicha provincia de que los jugadores se pasan de club a club constantemente sin importar colores ni pasión, él no fue la excepción.
Arrancó en Instituto donde marcó muchos goles, pero la fama le llegaría por su paso al fútbol japonés, jugando para el Shimizu S-Pulse.
Fue goleador de su equipo en las temporadas 1997 y 1998. En 1998, la IFFHS presentó la lista de los 50 goleadores del año, ubicándolo en la misma posición que Viola, Batistuta, Dely Valdés, Guivarc'h y Del Piero.
En 1999 retornó a su país para recalar en Talleres. Para ese entonces Osvaldo Ardiles, conocedor del fútbol nipón, quien dirigió a Oliva en eses país, dijo sobre él: "Antes del Mundial se lo recomendé a Daniel Passarella, pero no tenía tiempo para verlo. Oliva fue el mejor jugador de la liga. Me animaría a afirmar que Nakata no está en el mismo nivel. Oliva creció, está más maduro y tuvo tres años excepcionles en Japón. Los argentinos se van a sorprender cuando lo vean jugar porque es un jugador de Selección".
Oliva jamás fue ni convocado ni preseleccionado para el equipo de Argentina. Durante su paso por "la T", tuvo buenas actuaciones y participó de la obtención de la Copa Conmebol, anotando goles que fueron determinantes( como todos los que se anotaron en Talleres) para la obtención del único título que obtuvo para un club argentino. Sin embargo algunos problemas disciplinarios le jugaron en contra.
El 2001 lo encontró nuevamente en Japón. Es que el club dueño de su pase pidió la quiebra de Talleres por una deuda original de 300 mil pesos que se fue acrecentando. Recién en el 2004 la dirigencia del club salvó el remate de la sede social adelantando dinero en efectivo y presentando los avales que garantizaran el plan de pago.
Años más tarde definitivamente se quedó en Argentina. Luego más de un año sin jugar volvió a Instituto, pero su rendimiento no fue el mismo. La idea de seguir en actividad lo llevó a calzarse la camiseta del General Paz Juniors en 2003, y a terminar sus días como jugador en el Sportivo Belgrano de San Francisco que jugó el Argentino B del 2004.

## Clubes
| Club                | País      | Año       |
| ------------------- | --------- | --------- |
| Instituto           | Argentina | 1990-1996 |
| Shimizu S-Pulse     | Japón     | 1996-1999 |
| Talleres            | Argentina | 1999-2000 |
| Shimizu S-Pulse     | Japón     | 2000-2002 |
| Instituto           | Argentina | 2003      |
| General Paz Juniors | Argentina | 2003      |
| Sportivo Belgrano   | Argentina | 2004      |

## Palmarés
| Título             | Club            | País      | Año  |
| ------------------ | --------------- | --------- | ---- |
| Copa J. League     | Shimizu S-Pulse | Japón     | 1996 |
| Copa Conmebol      | Talleres        | Argentina | 1999 |
| Recopa de la AFC   | Shimizu S-Pulse | Japón     | 2000 |
| Copa del Emperador | Shimizu S-Pulse | Japón     | 2001 |
| Supercopa de Japón | Shimizu S-Pulse | Japón     | 2001 |